# Liste der Biografien/Com
Liste der Biografien |
Portal Biografien |
Personensuche
# |
A |
B |
C |
D |
E |
F |
G |
H |
I |
J |
K |
L |
M |
N |
O |
P |
Q |
R |
S |
T |
U |
V |
W |
X |
Y |
Z |
?
 
Ca |
Cb |
Cc |
Ce |
Ch |
Ci |
Cj |
Ck |
Cl |
Cm |
Cn |
Co |
Cr |
Cs |
Ct |
Cu |
Cv |
Cw |
Cy |
Cz
 
Coa–Cod |
Coe–Cok |
Col |
Com |
Con |
Coo–Coq |
Cor |
Cos |
Cot |
Cou |
Cov |
Cow |
Cox |
Coy |
Coz
Die Liste der Biografien führt alle Personen auf, die in der deutschsprachigen Wikipedia einen Artikel haben. Dieses ist eine Teilliste mit 433 Einträgen von Personen, deren Namen mit den Buchstaben „Com“ beginnt.

## Com

### Coma
- Coma, Marc (* 1976), spanischer Endurorennfahrer
- Coman, Dănuț (* 1979), rumänischer Fußballtorwart
- Coman, Dragoș (* 1980), rumänischer Schwimmer
- Coman, Florinel (* 1998), rumänischer Fußballspieler
- Coman, Ioan (* 1908), rumänischer Skilangläufer
- Coman, Ion (* 1926), rumänischer Politiker (PCR) und Generaloberst
- Coman, Katharine (1857–1915), US-amerikanische Autorin, Ökonomin und Historikerin
- Coman, Kingsley (* 1996), französischer FußballspielerKingsley Coman (* 1996)

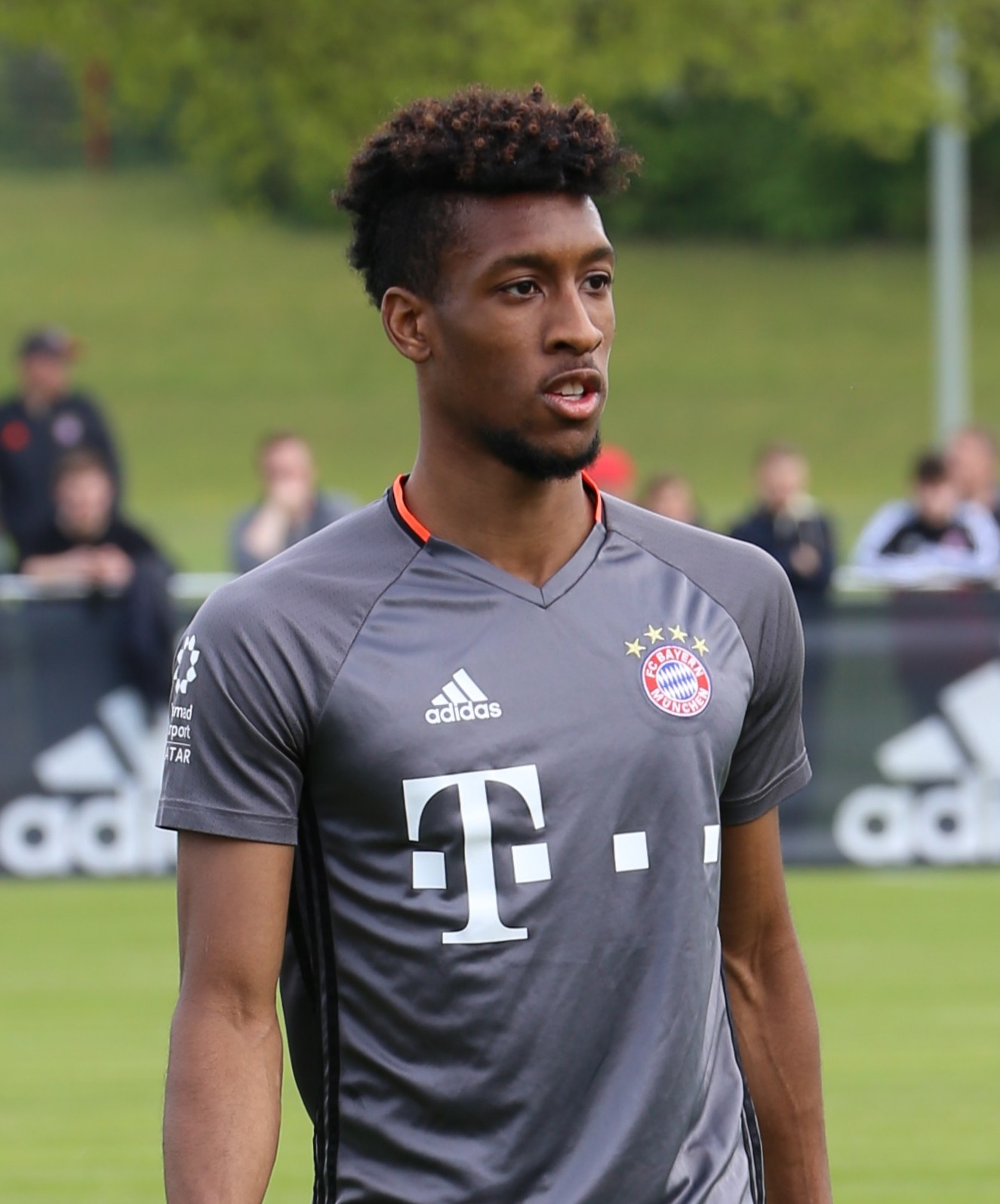
Kingsley Coman (* 1996)

- Coman, Narcis (* 1946), rumänischer Fußballspieler
- Coman, Nicolae (* 1996), rumänischer Leichtathlet
- Coman, Teodor (1928–1996), rumänischer Politiker (PCR)
- Coman, Thomas (1836–1909), US-amerikanischer Politiker
- Comandè, Giovanni Simone (1580–1634), italienischer Maler der Spätrenaissance
- Comander, Johannes († 1557), Schweizer Theologe und Reformator in Chur
- Comandi, Giuseppe (1844–1905), italienischer Waldenser
- Comandini, Adele (1898–1987), US-amerikanische Drehbuchautorin italienischer Abstammung
- Comandini, Pete (1941–1997), US-amerikanischer Filmrestaurator-Pionier
- Comandon, Jean (1877–1970), französischer Arzt, Naturforscher und Pionier der Mikrofotografie und des Mikroskopiefilms
- Comăneci, Nadia (* 1961), rumänische KunstturnerinNadia Comăneci (* 1961)

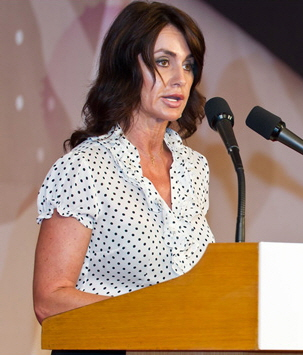
Nadia Comăneci (* 1961)

- Comănescu, Lazăr (* 1949), rumänischer Diplomat
- Comani, Daniela (* 1965), italienische Künstlerin
- Comans, Jamee E., US-amerikanischer Jurist
- Comaposada, Mercedes (1901–1994), spanische Pädagogin, Journalistin, Übersetzerin, Anarchistin und Syndikalistin
- Comar, Étienne (* 1965), französischer Filmproduzent, Drehbuchautor und Regisseur
- Comar, Koffi (* 1973), zeitgenössischer Künstler
- Comarella, Anna (* 1997), italienische Skilangläuferin
- Comas i Solà, Josep (1868–1937), katalanischer Astronom
- Comas, Alex (* 1971), kolumbianischer Fußballspieler
- Comas, Bernardo (* 1960), kubanischer Boxer
- Comas, Érik (* 1963), französischer Formel-1-Rennfahrer
- Comas, Jaime Almera (1845–1919), spanischer Geologe und Paläontologe
- Comas, Jorge (* 1954), spanischer Schwimmer
- Comas, Jorge (* 1960), argentinischer Fußballspieler
- Comastri, Angelo (* 1943), italienischer KurienkardinalAngelo Comastri (* 1943)

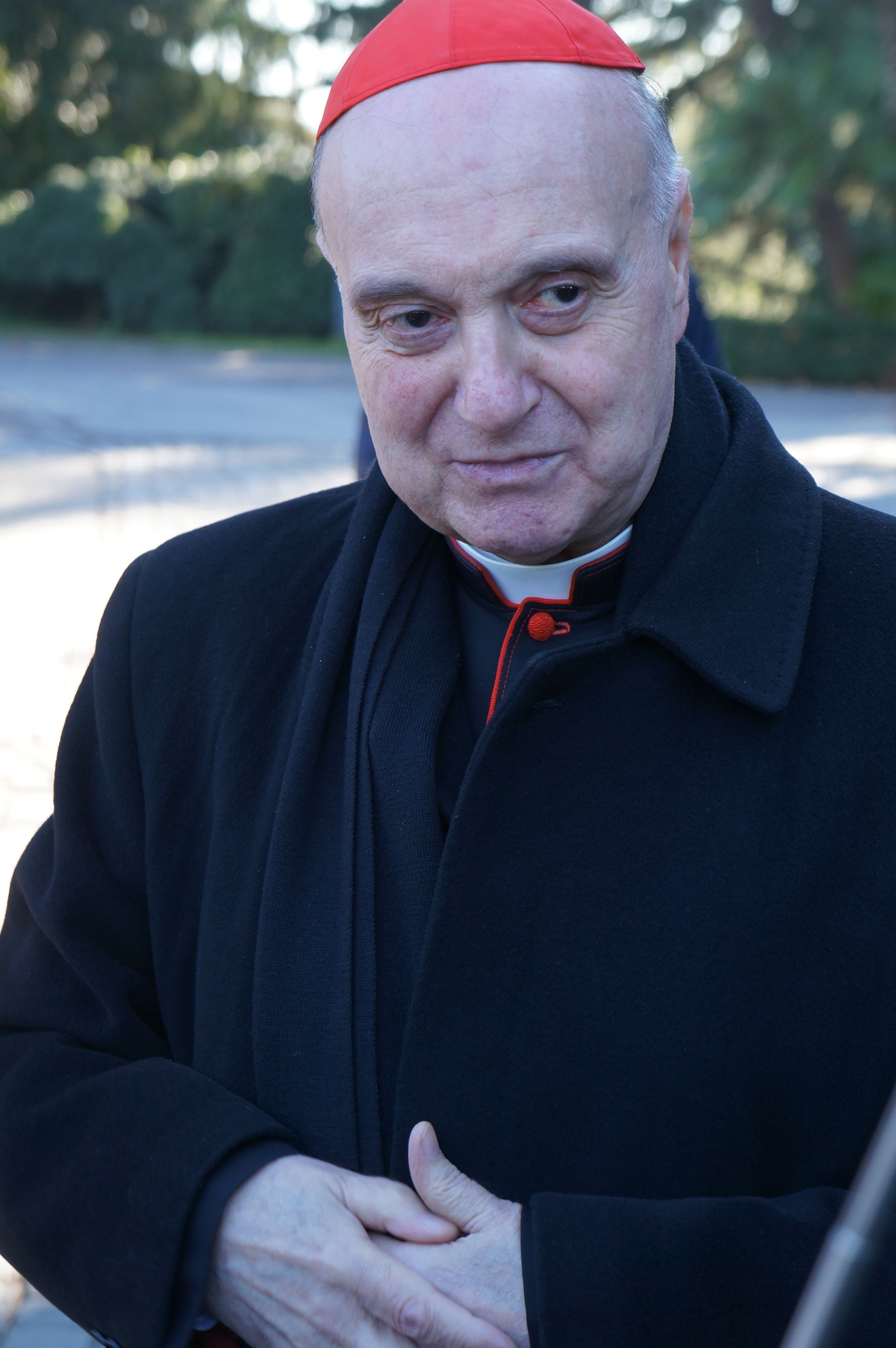
Angelo Comastri (* 1943)

- Comay, Michael S. (1908–1987), israelischer Diplomat

### Comb
- Comba, Emilio (1839–1904), italienischer waldensischer Historiker und Pastor
- Comba, Paul G. (1926–2017), italo-US-amerikanischer Astronom
- Comba, Rocío (* 1987), argentinische Diskuswerferin
- Combach, Johannes (1585–1651), deutscher Philosoph, Bibliothekar und Theologe
- Combarieu, Jules (1859–1916), französischer Musikwissenschaftler und Musikkritiker
- Combas, Loís (1925–2006), französischer Sprachwissenschaftler und Übersetzer
- Combaud, Romain (* 1991), französischer Radrennfahrer
- Combault, Jacques (* 1943), französischer Bauingenieur
- Combaz, Gisbert (1869–1941), belgischer Künstler und Spezialist für ostasiatische Kunst
- Combe, Abram (1785–1827), britischer Frühsozialist
- Combe, Andrew (1797–1847), schottischer Arzt
- Combe, Arno (* 1940), deutscher Erziehungswissenschaftler
- Combe, Bobby (1924–1991), schottischer Fußballspieler und -trainer
- Combe, Delphine (* 1974), französische Leichtathletin
- Combe, Ernest (1846–1900), französisch-schweizerischer evangelischer Geistlicher und Hochschullehrer
- Combe, George (1788–1858), englischer Autor und Arzt
- Combe, Gustave (1882–1957), Schweizer Offizier (Oberstdivisionär)
- Combe, Stuff (1924–1986), Schweizer Schlagzeuger
- Combe, William (1742–1823), englischer Schriftsteller, Satiriker
- Combelle, Alix (1912–1978), französischer Swing-Tenorsaxophonist und Bandleader
- Combelle, Philippe (1939–2024), französischer Jazzmusiker
- Comber, Casey (* 1996), US-amerikanischer Mittel- und Langstreckenläufer
- Comber, Harold Frederick (1897–1969), britischer Botaniker und Züchter
- Comber, Thomas James (1852–1887), britischer Missionar und Afrikaforscher
- Comberg, Gustav (1910–1984), deutscher Agrarwissenschaftler, Züchtungsforscher und Hochschullehrer
- Comberg, Wilhelm (1885–1958), deutscher Augenmediziner
- Comberousse, Charles Jules Felix de (1826–1897), französischer Mathematiker
- Comberry, David (1792–1834), gehörloser Lehrer und Direktor einer Taubstummenanstalt
- Comberti, Micaela (1952–2003), britische Violinistin und Ensembleleiterin
- Combes, Alphonse (1854–1907), französischer Chemiker
- Combes, Barthélemy Clément (1839–1922), französischer Geistlicher, römisch-katholischer Erzbischof von Karthago
- Combes, Charles (1801–1872), französischer Ingenieur
- Combes, Émile (1835–1921), französischer Politiker
- Combes, François (1816–1890), französischer Historiker
- Combes, Françoise (* 1952), französische Astronomin
- Combès, Joseph (1920–2002), französischer Philosoph und Philosophiehistoriker
- Combes, Michel (* 1962), französischer Manager
- Combescot, Pierre (1940–2017), französischer Schriftsteller und Journalist
- Combest, Larry (* 1945), US-amerikanischer Politiker
- Combi, Gianpiero (1902–1956), italienischer Fußballtorhüter
- Combin, Nestor (* 1940), französischer Fußballspieler
- Comblin, José (1923–2011), belgisch-brasilianischer Befreiungstheologe, Autor und Hochschullehrer
- Comboni, Daniele (1831–1881), katholischer Priester und Ordensgründer
- Combot, Henri (1921–2013), französischer Fußballspieler
- Combot, Jean (1928–2021), französischer Fußballspieler
- Combrinck, Butz (* 1981), deutscher Synchronsprecher
- Combrinck, Caroline (* 1983), deutsche Synchronsprecherin
- Combrinck, Gabriel (* 1986), südafrikanischer Straßenradrennfahrer
- Combrinck, Ivar (1943–2006), deutscher Schauspieler, Synchronsprecher, Dialogbuchautor und Synchronregisseur
- Combs, Bert T. (1911–1991), US-amerikanischer Politiker
- Combs, Earle (1899–1976), US-amerikanischer Baseballspieler
- Combs, Frederick (1935–1992), US-amerikanischer Schauspieler
- Combs, George H. (1899–1977), US-amerikanischer Politiker
- Combs, Holly Marie (* 1973), US-amerikanische SchauspielerinHolly Marie Combs (* 1973)

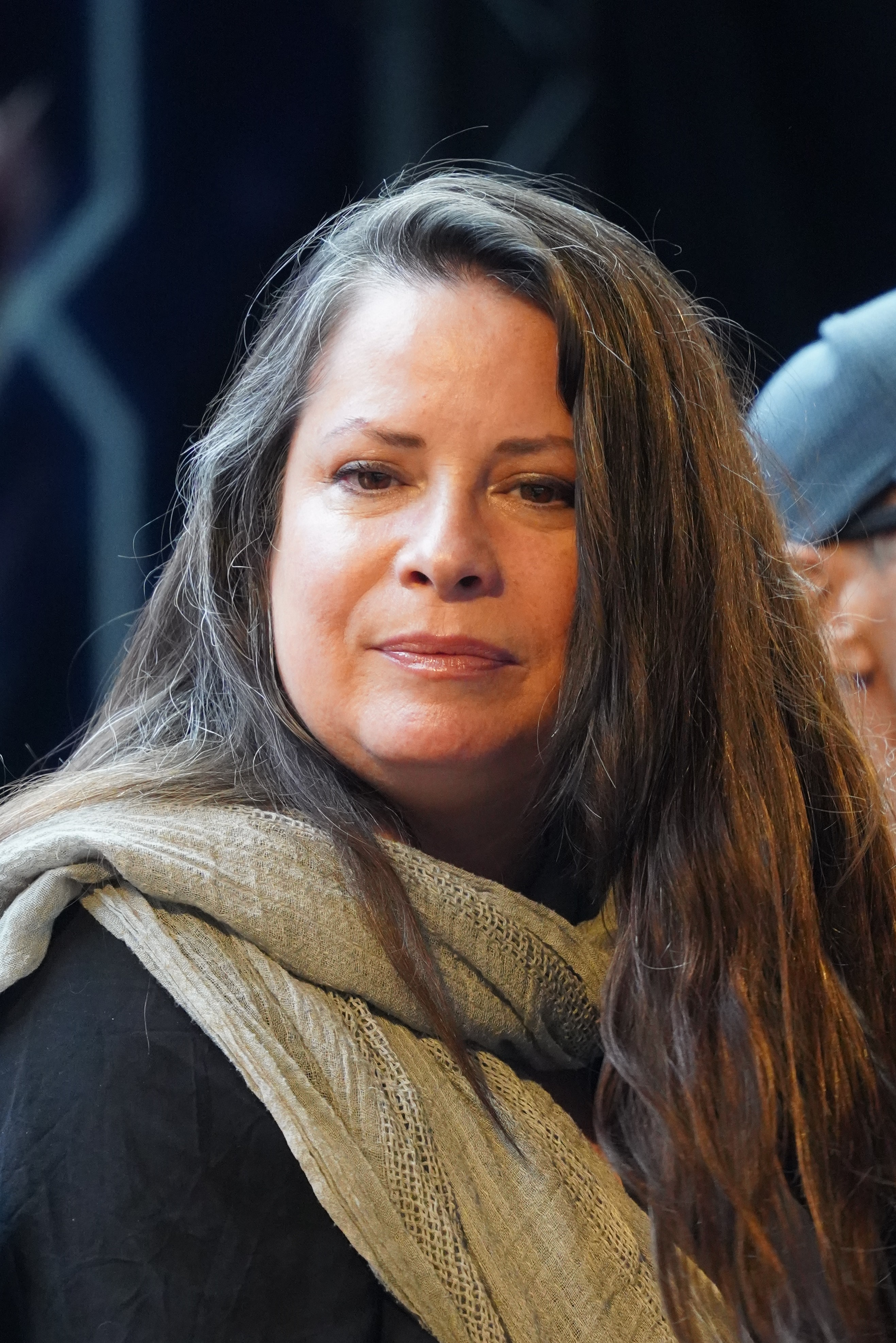
Holly Marie Combs (* 1973)

- Combs, Jack (* 1988), US-amerikanischer Eishockeyspieler und -trainer
- Combs, Jeffrey (* 1954), US-amerikanischer Schauspieler
- Combs, Jesse M. (1889–1953), US-amerikanischer Politiker
- Combs, Jessi (1980–2019), US-amerikanische Automobilrennfahrerin
- Combs, Luke (* 1990), US-amerikanischer Countrysänger
- Combs, Sean (* 1969), US-amerikanischer RapperSean Combs (* 1969)

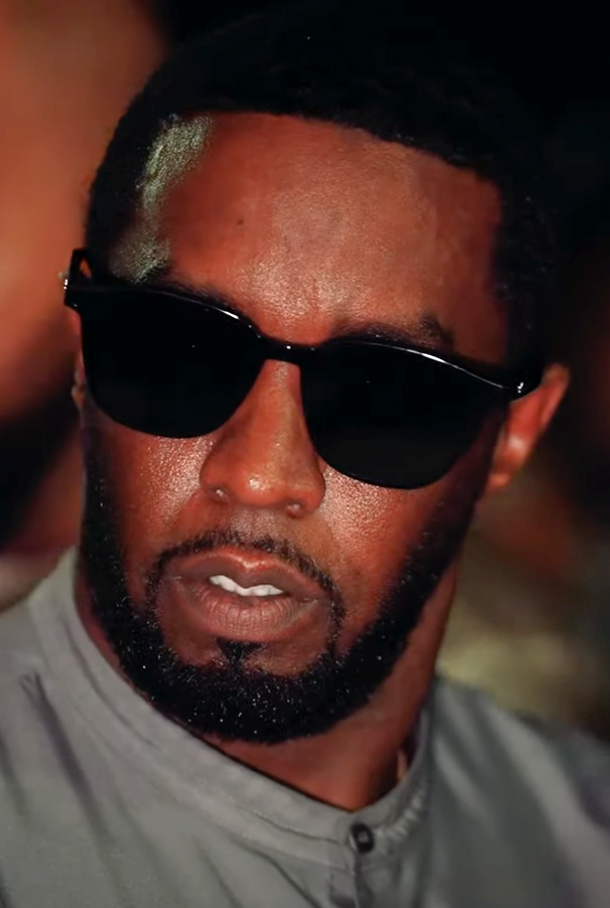
Sean Combs (* 1969)

- Combs, Stephanie E. (* 1976), deutsche Strahlentherapeutin und Hochschullehrerin
- Combüchen, Sigrid (* 1942), schwedische Schriftstellerin und Literaturkritikerin
- Comby, Bernard (* 1939), Schweizer Politiker (FDP)

### Comd
- Comden, Betty (1917–2006), US-amerikanische Drehbuchautorin, Librettistin und Schauspielerin
- Comden, Danny (* 1969), US-amerikanischer Schauspieler und Regisseur

### Come
- Comeau, Andy (* 1970), US-amerikanischer Schauspieler
- Comeau, Anne-Marie (* 1996), kanadische Skilangläuferin
- Comeau, Blake (* 1986), kanadischer Eishockeyspieler
- Comeau, Rey (* 1948), kanadischer Eishockeyspieler
- Comeau, Richard (* 1960), kanadischer Filmeditor
- Comeau, Sebastian Joseph von (1771–1844), bayerischer Oberst, Ritter des Militär-Max-Joseph-Ordens, der Ehrenlegion, Militärschriftsteller
- Comeau, Taylor (* 1993), US-amerikanische Fußballspielerin
- Comeaux, Amie (1976–1997), US-amerikanische Country-Sängerin
- Comegys, Cornelius P. (1780–1851), US-amerikanischer Politiker
- Comegys, Joseph P. (1813–1893), US-amerikanischer Politiker (Whig Party) und Jurist
- Comelade, Pascal (* 1955), französisch-spanischer Komponist und Instrumentalmusiker
- Comello, Lodovica (* 1990), italienische Schauspielerin, Sängerin und Tänzerin
- Comencini, Cristina (* 1956), italienische Filmregisseurin, Schriftstellerin und Drehbuchautorin
- Comencini, Francesca (* 1961), italienische Filmregisseurin
- Comencini, Luigi (1916–2007), italienischer Filmregisseur
- Comendador, Paula (* 2007), spanische Fußballspielerin
- Comenencia, Livano (* 2004), niederländischer Fußballspieler
- Comenentia, Denzel (* 1995), niederländischer Leichtathlet
- Comenius, Johann Amos (1592–1670), tschechischer evangelischer Philosoph, Theologe und Pädagoge sowie BischofJohann Amos Comenius (1592–1670)

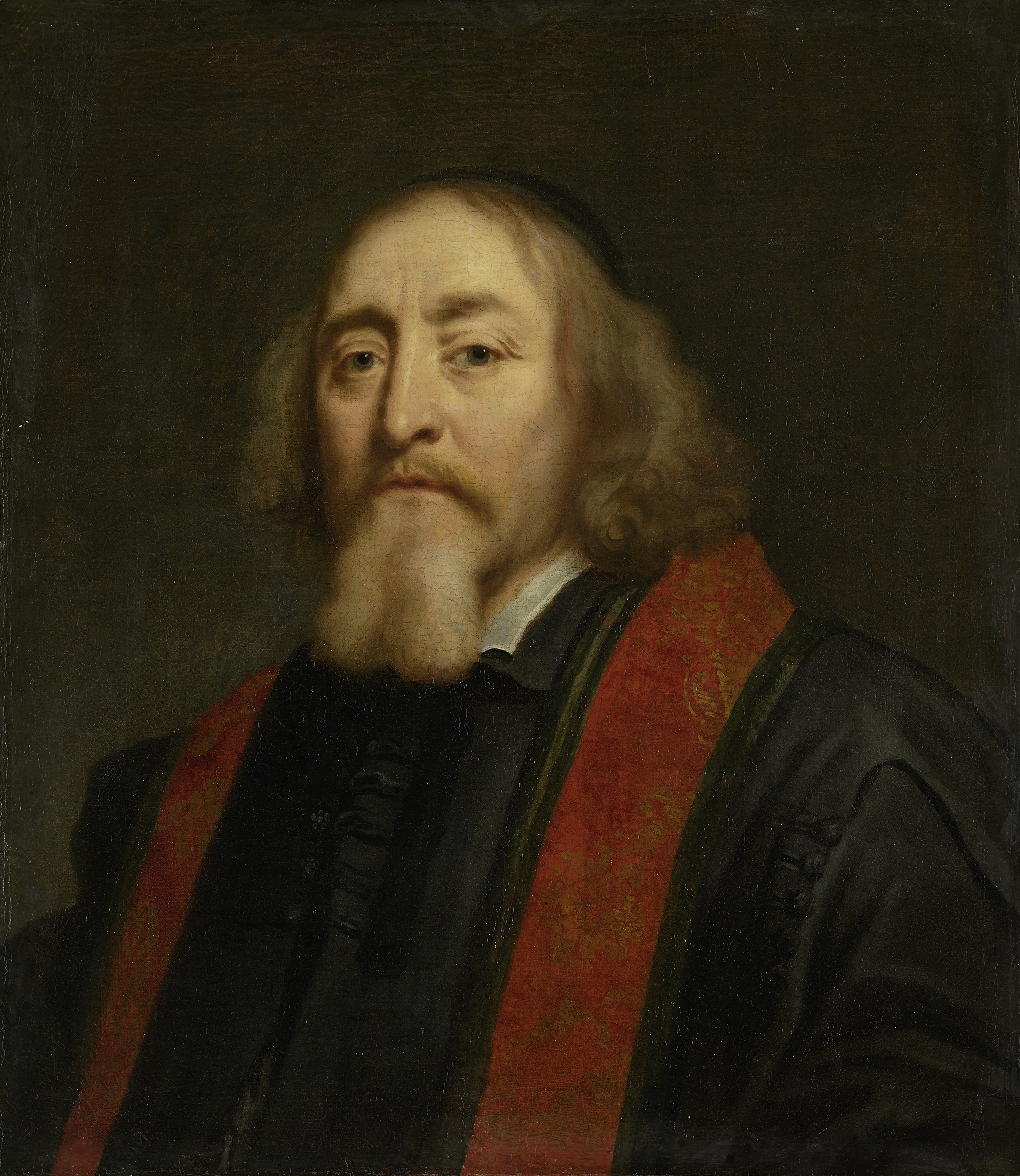
Johann Amos Comenius (1592–1670)

- Comensal, Jorge (* 1987), mexikanischer Schriftsteller
- Comensoli, Geltrude (1847–1903), italienische Ordensfrau und Ordensgründerin
- Comensoli, Mario (1922–1993), Schweizer Maler des Realismus
- Comensoli, Peter (* 1964), australischer Geistlicher und römisch-katholischer Erzbischof von Melbourne
- Comer, Anjanette (* 1939), US-amerikanische Schauspielerin
- Comer, B. B. (1848–1927), US-amerikanischer Politiker
- Comer, Chuck (* 1934), US-amerikanischer Country- und Rock'n'Roll-Musiker und -DJ
- Comer, George (1858–1937), US-amerikanischer Waljäger, Polarforscher, Ethnologe, Kartograf und Fotograf
- Comer, James (* 1972), US-amerikanischer Politiker
- Comer, Jodie (* 1993), britische Fernseh- und Filmschauspielerin
- Comer, Sam (1893–1974), US-amerikanischer Szenenbildner
- Comerford, Cormac (* 1996), irischer Skirennläufer
- Comerford, Jane (* 1959), australische SängerinJane Comerford (* 1959)

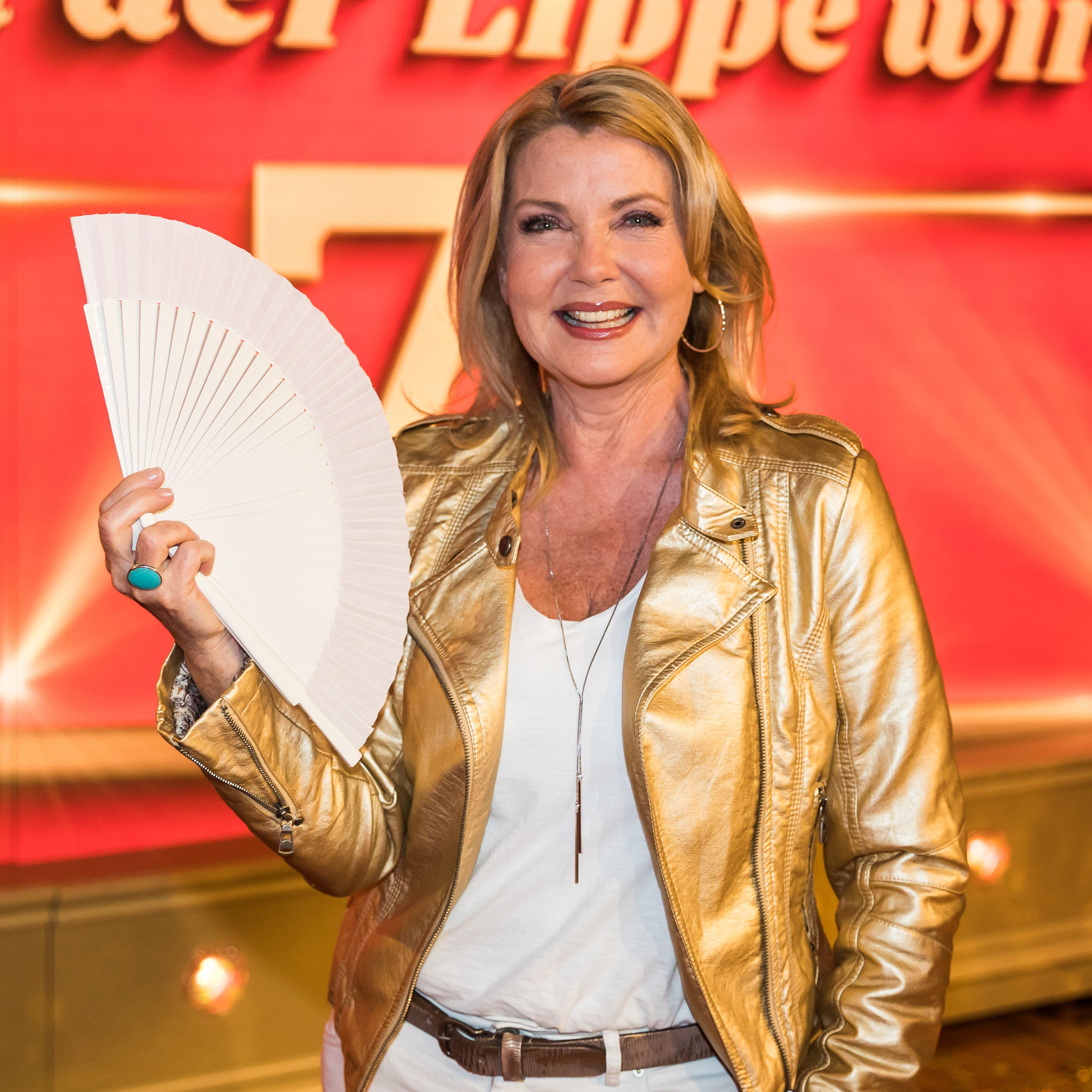
Jane Comerford (* 1959)

- Comerford, Máire (1893–1982), irische Republikanerin und Schriftstellerin
- Comerford, Mallory (* 1997), US-amerikanische Schwimmerin
- Comerre, Léon-François (1850–1916), französischer Maler
- Comerre-Paton, Jacqueline (1859–1955), französische Malerin
- Cömert, Eray (* 1998), Schweizer Fussballspieler
- Cömert, Ferit (* 1983), türkischer Fußballspieler
- Cömert, Murat (* 1987), türkischer Fußballspieler
- Comès, Didier (1942–2013), belgischer Comiczeichner
- Comes, Johann Lambert Joseph (1774–1856), deutscher Kreisarzt und Heimatforscher
- Comes, Juan Bautista († 1643), spanischer Kapellmeister und Komponist
- Comès, Léon (1889–1915), französischer Radrennfahrer
- Comes, Liviu (1918–2004), rumänischer Komponist
- Comesaña, Francisco (* 2000), argentinischer Tennisspieler
- Comesaña, Santi (* 1996), spanischer Fußballspieler
- Comessatti, Annibale (1886–1945), italienischer Mathematiker
- Comet, Al (* 1959), Schweizer Keyboarder
- Comethazine (* 1998), US-amerikanischer Rapper
- Cometta, Domenico Benedetto († 1620), Schweizer Baumeister und Architekt
- Cometta-Müller, Katrin (* 1975), Schweizer Politikerin
- Cometti, Aldana (* 1996), argentinische Fußballspielerin
- Comey, Arthur Messinger (1861–1933), US-amerikanischer Chemiker und Hochschullehrer
- Comey, James B. (* 1960), US-amerikanischer Jurist und RegierungsbeamterJames B. Comey (* 1960)

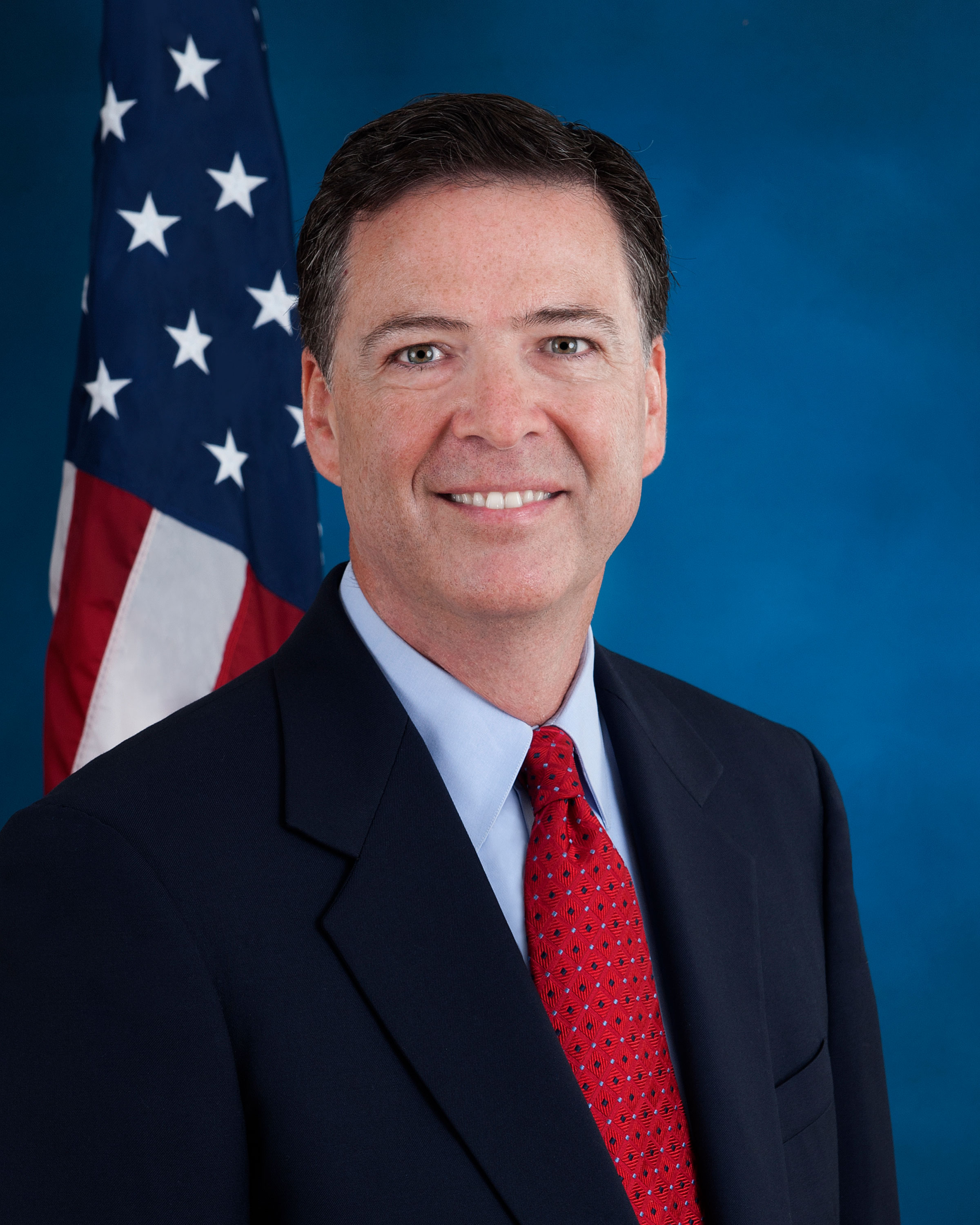
James B. Comey (* 1960)

### Comf
- Comfort, Alex (1920–2000), britischer Arzt, Schriftsteller, Psychologe, Wissenschaftler, Pazifist und Anarchist
- Comfort, Charles (1900–1994), schottisch-kanadischer Maler, Bildhauer, Lehrer, Schriftsteller und Kulturmanager
- Comfort, Howard (1904–1993), US-amerikanischer klassischer Archäologe
- Comfort, Lance (1908–1966), britischer Filmregisseur
- Comfort, W. Wistar (1933–2016), US-amerikanischer Mathematiker

### Comg
- Comgall, König von Dalriada

### Comi
- Comi, Gaudenzio, italienischer Komponist der Vorklassik
- Comi, Lara (* 1983), italienische Politikerin, MdEP
- Comi, Paul (1932–2016), US-amerikanischer Schauspieler
- Comiche, Eneas (* 1939), mosambikanischer Wirtschaftswissenschaftler und Politiker (FRELIMO)
- Comici, Emilio (1901–1940), italienischer Alpinist und Höhlenforscher
- Comicstorian (1984–2024), US-amerikanischer Webvideoproduzent
- Comida, Luciano (1954–2011), italienischer Autor
- Comin, Domenico (1874–1963), italienischer Ordenspriester, Missionar und römisch-katholischer Bischof
- Comin, Jacopo (1901–1973), italienischer Filmproduzent und Journalist
- Comina, Francesco (* 1967), italienischer Journalist und Politiker
- Cominazzini Angelucci, Leandra (1890–1981), italienische Malerin, Gobelingestalterin, Keramikerin und Dichterin
- Cominetti, Gian Maria (1884–1961), italienischer Theaterregisseur und Drehbuchautor
- Comingo, Abram (1820–1889), US-amerikanischer Politiker
- Comingore, Dorothy (1913–1971), US-amerikanische Schauspielerin
- Comings, George (1849–1942), US-amerikanischer Politiker
- Comini, Alessandra (* 1934), amerikanische Kunsthistorikerin und Autorin
- Comini, Elia (1910–1944), römisch-katholischer Märtyrer
- Comini, Ludwig von (1814–1869), Tiroler Agronom, Gutsbesitzer und Politiker
- Comini, Stefano (* 1990), Schweizer Automobilrennfahrer
- Cominius Auruncus, Postumus, römischer Konsul 501 und 493 v. Chr.
- Cominius Bonus Agricola Laelius Aper, römischer Offizier (Kaiserzeit)
- Cominius Clemens, Publius, römischer Offizier (Kaiserzeit)
- Cominius Secundus, Marcus, römischer Suffektkonsul (151)
- Cominius Severus, Titus, römischer Centurio
- Cominotto, Guido (1901–1967), italienischer Sprinter und Mittelstreckenläufer
- Cominotto, Jürgen (* 1952), deutscher Bildhauer
- Comins, Linus B. (1817–1892), US-amerikanischer Politiker
- Comisarow, Melvin B. (* 1941), kanadischer Chemiker
- Comișel, Emilia (1913–2010), rumänische Musikethnologin
- Comisetti, Alexandre (* 1973), schweizerischer Fussballspieler
- Comiskey, Andrew (* 1958), US-amerikanischer Theologe
- Comiskey, Brendan (1935–2025), irischer Geistlicher, römisch-katholischer Bischof von Ferns
- Comiskey, Charles (1859–1931), US-amerikanischer Baseballspieler, Manager und Teambesitzer
- Comissiona, Sergiu (1928–2005), rumänisch-israelisch-US-amerikanischer Dirigent
- Comisso, Giovanni (1895–1969), italienischer Schriftsteller
- Comiti, Joseph (1920–2000), französischer Politiker, Mitglied der Nationalversammlung und Minister
- Comito, Joe (* 1981), australischer Dartspieler
- Comitti, Joseph Bonaventura (1808–1864), Bürgermeister und Mitglied der kurhessischen Ständeversammlung
- Comizzo, Ángel (* 1962), argentinischer Fußballspieler und -trainer

### Coml
- Comley, Ian, britischer Filmtechniker für visuelle Effekte

### Comm
- Comma, Lamin, gambischer Gouverneur
- Commager, Henry Steele (1902–1998), US-amerikanischer Historiker
- Commander Azeez (* 1989), polnischer Wrestler und ehemaliger Footballspieler
- Commander Tom (1962–2022), deutscher Techno-DJ, Musikproduzent und Labelinhaber
- CommanderKrieger (* 1979), deutscher Webvideoproduzent und StreamerCommanderKrieger (* 1979)

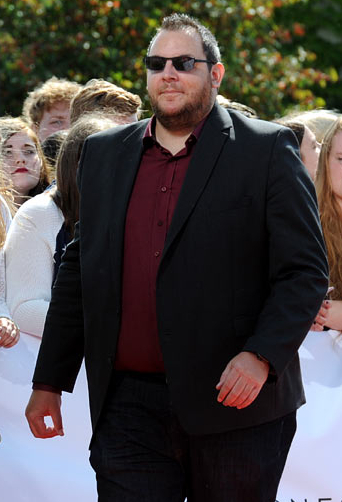
CommanderKrieger (* 1979)

- Commandino, Federico (1506–1575), italienischer Humanist und Mathematiker
- Commans, Franz Heinrich (1837–1919), deutscher Historienmaler, Illustrator, Zeichner und Grafiker
- Commarque, Bertrand de († 1299), französischer römisch-katholischer Bischof von Fréjus
- Commelin, Caspar, niederländischer Botaniker
- Commelin, Isaac (1598–1676), niederländischer Verleger und Buchhändler
- Commelin, Jan (1629–1692), niederländischer Botaniker
- Commenda, Hans junior (1889–1971), österreichischer Heimatforscher
- Commenda, Othmar (* 1954), österreichischer Offizier, General des Österreichischen Bundesheeres
- Commendone, Giovanni Francesco (1523–1584), Kardinal der katholischen Kirche
- Comment, Bernard (* 1960), Schweizer Schriftsteller und Übersetzer
- Comment, Jean-François (1919–2002), Schweizer bildender Künstler
- Commentz, Julius (1851–1902), deutscher Kaufmann
- Commer, Ernst (1847–1928), deutscher katholischer Theologe und Philosoph
- Commer, Franz (1813–1887), deutscher Kirchenmusiker und Musikforscher
- Commer, Josef (1873–1927), deutscher Schauspieler und Regisseur
- Commer, Paul (1907–1995), deutscher Maler
- Commercon, Markus (1963–1996), deutscher Bäcker und Autor
- Commerçon, Ulrich (* 1968), deutscher Politiker (SPD), MdL
- Commerell, Karl (1875–1945), württembergischer Unternehmer und Landtagsabgeordneter
- Commerell, Karl Gustav Adolf (1840–1904), württembergischer Unternehmer und Landtagsabgeordneter
- Commerell, Ludwig (1818–1907), deutscher Konsul, Kaufmann und Unternehmer
- Commerford, Tim (* 1968), US-amerikanischer Rock-BassistTim Commerford (* 1968)

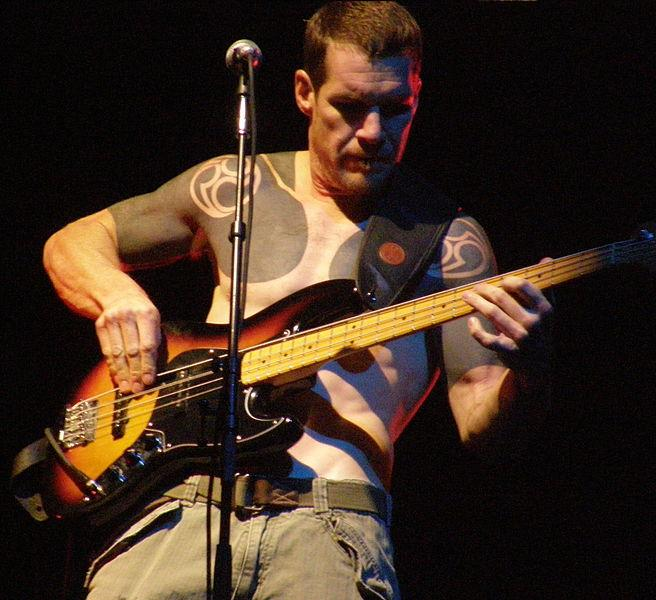
Tim Commerford (* 1968)

- Commerson, Philibert (1727–1773), französischer Botaniker
- Commesso, Salvatore (* 1975), italienischer Radrennfahrer
- Commeter, Johann Matthias (1791–1869), deutscher Kunsthändler und Kunstsammler
- Commette, Édouard (1883–1967), französischer Organist und Komponist
- Commey, Richard (* 1987), ghanaischer Boxer im Leichtgewicht
- Commey, Ruby (* 1991), deutsche Schauspielerin
- Commeyne, Davy (* 1980), belgischer Cyclocrossfahrer
- Commichau, Gerhard (1933–2019), deutscher Rechtsanwalt
- Commichau, Kristian (* 1959), deutscher Dirigent, Chorleiter und Universitätsdozent
- Commichau-Lippisch, Bianca (1890–1968), deutsche Malerin
- Commins, Eugene (1932–2015), US-amerikanischer Physiker
- Commins, Lanna (* 1983), thailändisch-australische Sängerin
- Commins, Thomas Vincent (1913–1985), irischer Diplomat
- Commissiong, Janelle (* 1953), Unternehmerin aus Trinidad und Tobago
- Commius, König der Atrebaten
- Commodian, frühchristlicher Dichter
- Commodore, Mike (* 1979), kanadischer Eishockeyspieler
- Commodus, antiker römischer Toreut
- Commodus (161–192), römischer Kaiser (180–192)Commodus (161–192)

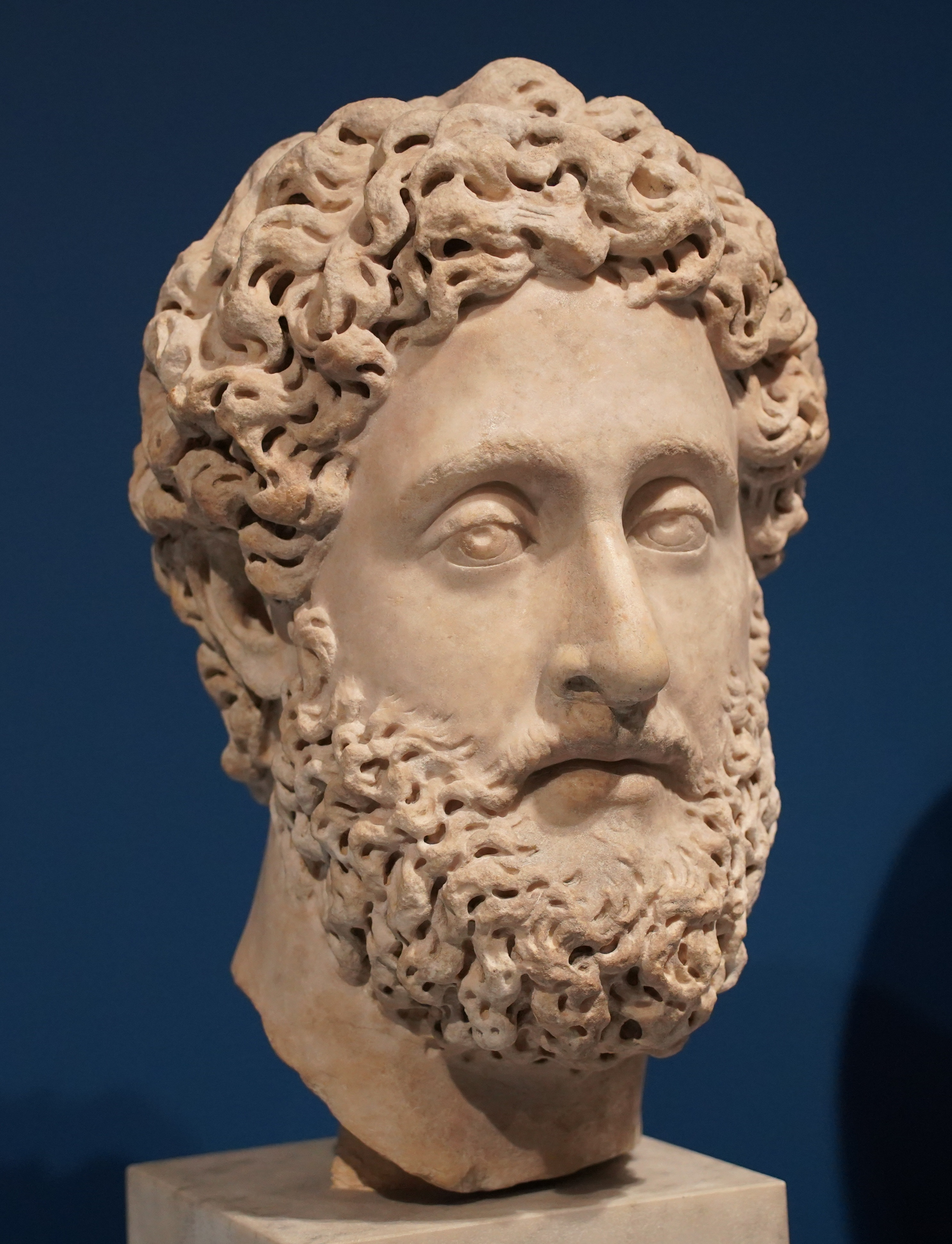
Commodus (161–192)

- Common (* 1972), US-amerikanischer Rapper
- Common, Alf (1880–1946), englischer Fußballspieler
- Common, Andrew Ainslie (1841–1903), britischer Astronom
- Commoner, Barry (1917–2012), US-amerikanischer Biologe und Politiker
- Commons, Chris (* 1950), australischer Weitspringer
- Commons, Don (* 1952), australischer Dreispringer
- Commons, Jamie N (* 1988), britischer Popmusiker
- Commons, John Rogers (1862–1945), US-amerikanischer Ökonom und Soziologe
- Commons, Kris (* 1983), schottischer Fußballspieler
- Commoy, Pierre (* 1950), französischer Fotograf
- Commynes, Philippe de († 1511), burgundisch-französischer Geschichtsschreiber

### Comn
- Comnène, Marie-Anne (1887–1978), französische Autorin und Übersetzerin

### Como
- Como, österreichische Popmusikerin
- Como Dagna Sabina, Angelo (1862–1939), italienischer General
- Como, Franz (1877–1958), deutscher Lehrer, Literaturkenner, Heimatforscher und Pazifist
- Como, Jean-Pierre (* 1963), französischer Jazz-Pianist
- Como, Perry (1912–2001), US-amerikanischer SängerPerry Como (1912–2001)

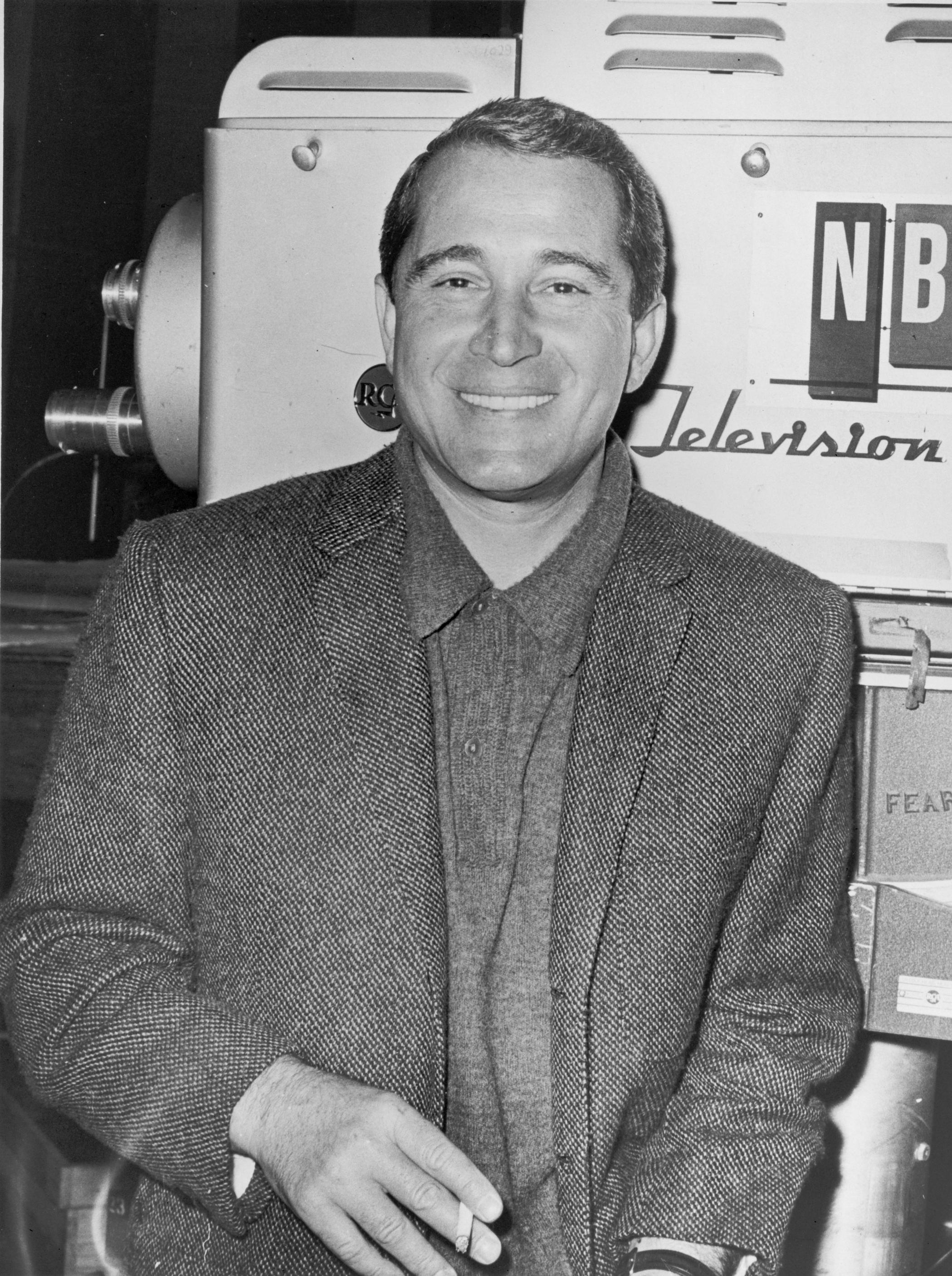
Perry Como (1912–2001)

- Como, Roberta († 2006), US-amerikanische Jazzmusikerin
- Como, Rossella (1937–1986), italienische Schauspielerin
- Como, Viktoria (* 1981), deutsche Handballspielerin und -trainerin
- Comoere, Bischof von Cornwall
- Çomoğlu, Gülşah (1986–2024), türkische Schauspielerin
- Comola, Samuela (* 1998), italienische Biathletin
- Comolli, Jean-Louis (1941–2022), französischer Filmregisseur, Filmkritiker und Jazzautor
- Comonfort, Ignacio (1812–1863), mexikanischer Politiker und Offizier
- Comontes, Antonio de, spanischer Maler der Renaissance
- Comoth, Katharina (* 1940), deutsche Philosophin
- Comotti, Gianfranco (1906–1963), italienischer Automobilrennfahrer

### Comp
- Compaan, Josephine (1958–2020), niederländische Ruderin
- Compact Grey (* 1981), deutscher DJ, Musikproduzent und Labelbetreiber
- Compaen, Claes (1587–1660), niederländischer Freibeuter
- Compagna, Renzo (1893–1969), italienischer Fechter
- Compagni, Dino († 1324), florentinischer Kaufmann, Politiker und Chronist
- Compagno, Leonard (1943–2024), US-amerikanischer Meeresbiologe und Haiforscher
- Compagnon, Antoine (* 1950), französischer Literaturwissenschaftler und Hochschullehrer
- Compagnoni Marefoschi, Giovanni Francesco (1757–1820), italienischer Kurienbischof
- Compagnoni, Achille (1914–2009), italienischer Bergsteiger
- Compagnoni, Aristide (1910–1995), italienischer Skilangläufer
- Compagnoni, Deborah (* 1970), italienische SkirennläuferinDeborah Compagnoni (* 1970)

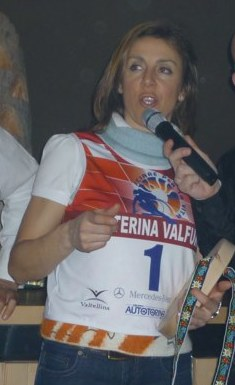
Deborah Compagnoni (* 1970)

- Compagnoni, Francesco (* 1941), italienischer Ordensgeistlicher, Mitglied des Dominikanerordens, Moraltheologe und Hochschullehrer
- Compagnoni, Ottavio (1926–2021), italienischer Skilangläufer
- Compagnoni, Severino (1914–2006), italienischer Skilangläufer
- Compan, André (1922–2010), französischer Romanist und Okzitanist
- Companéez, Jacques (1906–1956), französischer Drehbuchautor
- Companéez, Nina (1937–2015), französische Regisseurin und Drehbuchautorin sowie Filmeditorin
- Compans de Brichanteau, Carlo (1845–1925), italienischer Militär, Politiker und Sportfunktionär
- Compans, Jean Dominique (1769–1845), französischer Divisionsgeneral der Infanterie
- Company, Flavia (* 1963), spanisch-katalanische Schriftstellerin, Übersetzerin und Literaturkritikerin
- Companys, Lluís (1882–1940), katalanischer Politiker und Vorsitzender der Esquerra Republicana de Catalunya
- Compaoré, Benjamin (* 1987), französischer Leichtathlet
- Compaoré, Blaise (* 1951), burkinischer Politiker, Exil-Präsident von Burkina FasoBlaise Compaoré (* 1951)

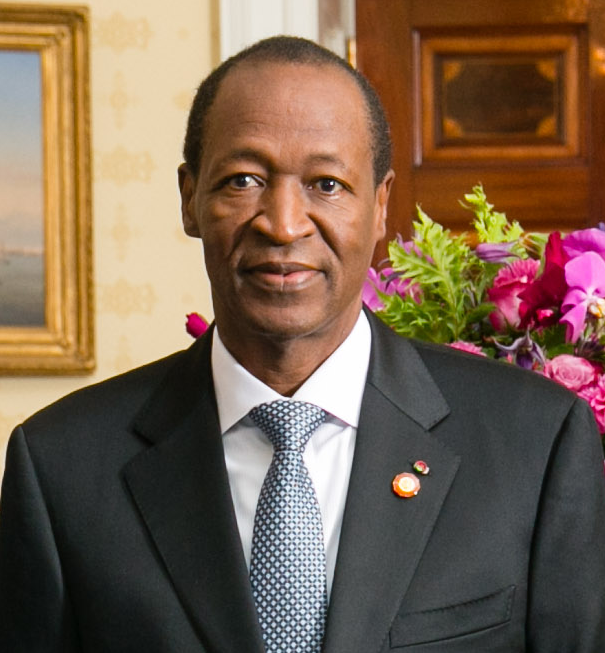
Blaise Compaoré (* 1951)

- Compaoré, Jean-Marie Untaani (1933–2024), burkinischer Geistlicher, emeritierter römisch-katholischer Erzbischof von Ouagadougou
- Compaore, Robert (* 1965), burkinischer Diplomat
- Compaoré, Simon (* 1952), burkinischer Politiker, Bürgermeister von Ouagadougou
- Compaoré, Thomas (1987–2011), burkinischer Basketballspieler
- Compaoré, Wenceslas (1934–2023), burkinischer Geistlicher, römisch-katholischer Bischof von Manga
- Compard, Émile (1900–1977), französischer Maler
- Comparetti, Domenico (1835–1927), italienischer Klassischer Philologe, Papyrologe und Volkskundler
- Compasso, Lutio, italienischer Tänzer und Verfasser eines Traktates zur Galliarde
- Compe, Eberhard Christian (1788–1867), Ehrenbürger in Harburg, heute Ortsteil von Hamburg
- Compe, Friedrich Wilhelm (1751–1827), deutsch-dänischer Amtmann
- Compenius, Adolph († 1650), deutscher Orgelbauer
- Compenius, Esaias der Ältere († 1617), deutscher Orgelbauer
- Compenius, Heinrich der Ältere († 1611), deutscher Orgelbauer
- Compenius, Heinrich der Jüngere († 1631), deutscher Orgelbauer
- Compenius, Ludwig († 1671), deutscher Orgel- und Cembalobauer
- Compenius, Timotheus, deutscher Orgelbauer
- Comper, John-Baptiste Sebastian (1891–1979), britischer Architekt
- Comper, Nicholas (1897–1939), britischer Luftfahrtingenieur und Pilot
- Comper, Ninian (1864–1960), britischer Architekt und Designer
- Comperatore, Dominic (* 1969), US-amerikanischer Schauspieler
- Compère, Claude Antoine (1774–1812), französischer Brigadegeneral
- Compère, Gaston (1924–2008), belgischer Dichter und Schriftsteller französischer Sprache
- Compère, Loyset († 1518), franko-flämischer Komponist, Sänger und Kleriker der Renaissance
- Comperl, Georg Ludwig (1797–1859), deutscher Architekt
- Compernol, Marc (* 1957), belgischer General
- Compernolle, Tom (1975–2008), belgischer Leichtathlet
- Compes, Gerhard Josef (1810–1887), deutscher Jurist und Politiker
- Compes, Werner (* 1942), deutscher Opernsänger (Tenor) und Gesangspädagoge
- Compey, Jean de († 1492), Bischof von Turin und Genf sowie Erzbischof von Tarentaise
- Compher, J. T. (* 1995), US-amerikanischer Eishockeyspieler
- Compiègne, Victor de (1846–1877), französischer Forschungsreisender
- Compingt, Romain (* 1984), französischer Szenarist
- Compiturius Cinna, Lucius, antiker römischer Toreut
- Comploi, Franz (* 1954), italienischer Organist und Komponist
- Comploi, Martin (* 1975), österreichischer Radrennfahrer
- Comploj, Heinrich (1879–1967), österreichischer Maler und Lehrer
- Comploy, Wolfgang (* 1948), deutscher Fußballspieler
- Comployer, Vera (1896–1969), österreichische Schauspielerin
- Compo, Peter (1932–2003), US-amerikanischer Jazzmusiker (Geige, Bass)
- Compper, Marvin (* 1985), deutscher FußballspielerMarvin Compper (* 1985)

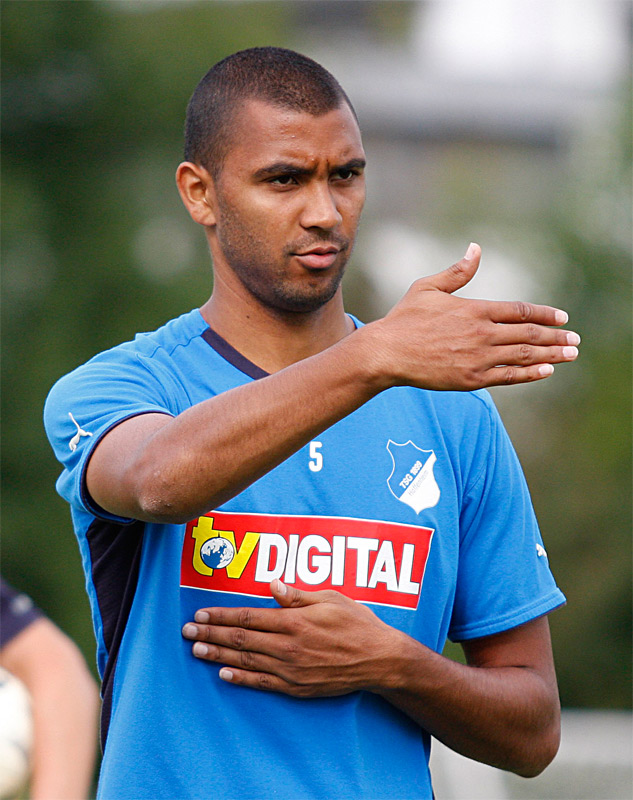
Marvin Compper (* 1985)

- Compper, Solenn (* 1995), französische Hürdenläuferin
- Compson, Betty (1897–1974), US-amerikanische Filmschauspielerin
- Compston, Joshua (1970–1996), englischer Galerist
- Compston, Martin (* 1984), britischer SchauspielerMartin Compston (* 1984)

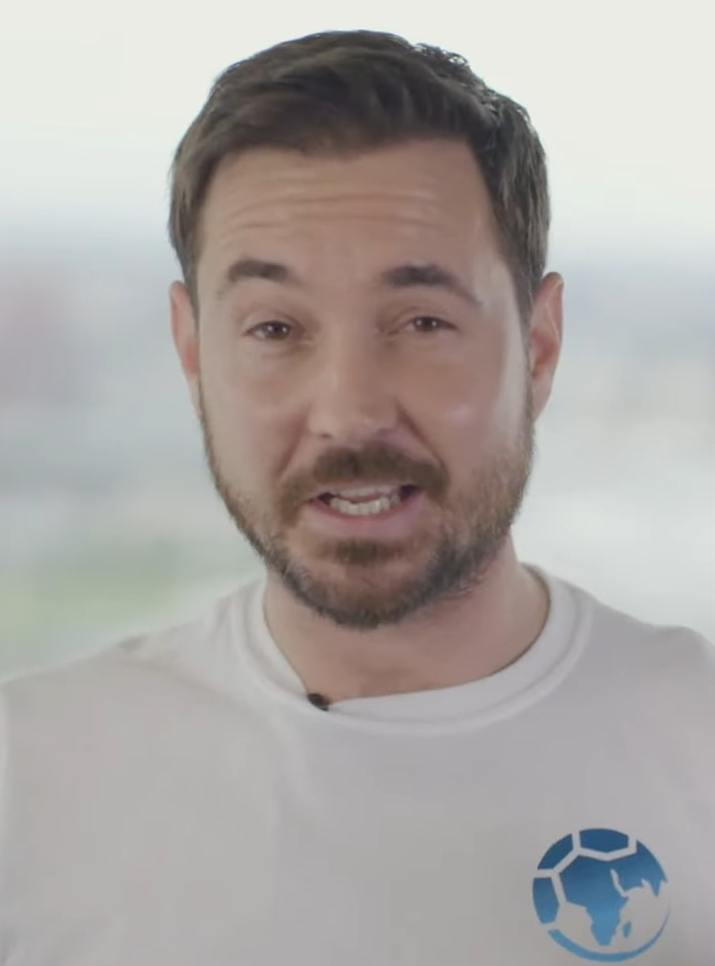
Martin Compston (* 1984)

- Compt, Curé de, französischer Priester und Enzyklopädist
- Compte i Riqué, Enriqueta (1866–1949), uruguayische Lehrerin, Frauenrechtlerin und Hochschullehrerin
- Compte, Maurice (* 1972), US-amerikanischer Schauspieler
- Compter, Cornelis (1894–1945), niederländischer Gewichtheber
- Compter, Gustav (1831–1922), deutscher Pädagoge, Geologe, Paläontologe und Paläobotaniker
- Compter, Wilhelm (1890–1966), deutscher Verwaltungsbeamter und Politiker
- Compton, Arthur Holly (1892–1962), US-amerikanischer Physiker und Nobelpreisträger 1927
- Compton, Barnes (1830–1898), US-amerikanischer Politiker
- Compton, Cliff (* 1979), US-amerikanischer Wrestler
- Compton, David G. (1930–2023), britischer Science-Fiction-Schriftsteller
- Compton, Denis (1918–1997), englischer Cricket- und Fußballspieler
- Compton, Dylan (* 1997), südafrikanischer Eishockeyspieler
- Compton, Edward Harrison (1881–1960), deutscher Landschaftsmaler
- Compton, Edward Theodore (1849–1921), englisch-deutscher Maler und Alpinist
- Compton, Fay (1894–1978), britische Schauspielerin
- Compton, Forrest (1925–2020), US-amerikanischer Schauspieler
- Compton, Francis (1885–1964), englischer Schauspieler
- Compton, Henry (1632–1713), englischer Bischof
- Compton, John (1925–2007), lucianischer Politiker, Premierminister von St. Lucia
- Compton, John (* 1937), englischer Fußballspieler
- Compton, Joyce (1907–1997), US-amerikanische Schauspielerin
- Compton, Karl Taylor (1887–1954), US-amerikanischer Physiker
- Compton, Katherine (* 1978), US-amerikanische Radrennfahrerin
- Compton, Leslie (1912–1984), englischer Fußball- und Cricketspieler
- Compton, Lynn (1921–2012), US-amerikanischer Jurist und OffizierLynn Compton (1921–2012)

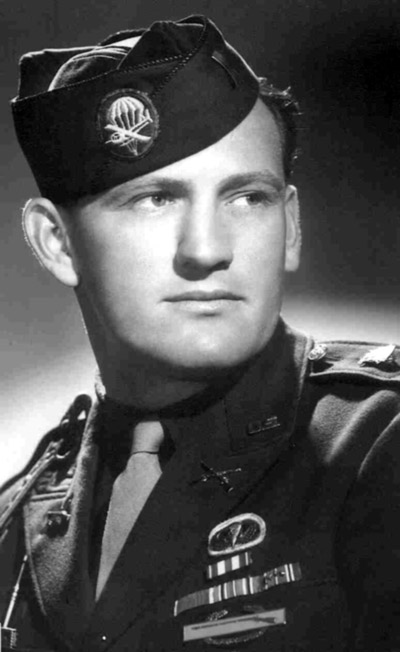
Lynn Compton (1921–2012)

- Compton, Ranulf (1878–1974), US-amerikanischer Politiker
- Compton, Richard (* 1955), britischer Chemiker
- Compton, Roy (* 1954), englischer Fußballspieler
- Compton, Spencer, 1. Earl of Wilmington († 1743), britischer Politiker, Premierminister (1742–1743)
- Compton, Spencer, 2. Earl of Northampton (1601–1643), englischer Feldherr, Politiker und Peer
- Compton, Spencer, 7. Marquess of Northampton (* 1946), britischer Peer
- Compton, William († 1528), englischer Höfling
- Compton, William, 1. Earl of Northampton († 1630), britischer Peer
- Compton, William, 5. Marquess of Northampton (1851–1913), britischer Peer und Politiker
- Compton-Burnett, Ivy (1884–1969), britische Schriftstellerin
- Compton-Rickett, Joseph (1847–1919), britischer Schriftsteller und Politiker der Liberal Party, Mitglied des House of Commons
- Computerbandit (* 1983), deutscher Musiker und Musikproduzent

### Comr
- Comrie, Aaron (* 1997), schottischer Fußballspieler
- Comrie, Bernard (* 1947), englischer Linguist
- Comrie, Eric (* 1995), kanadischer Eishockeyspieler
- Comrie, Leslie John (1893–1950), neuseeländischer Astronom und Pionier auf dem Feld der Rechenmaschinen
- Comrie, Mike (* 1980), kanadischer EishockeyspielerMike Comrie (* 1980)

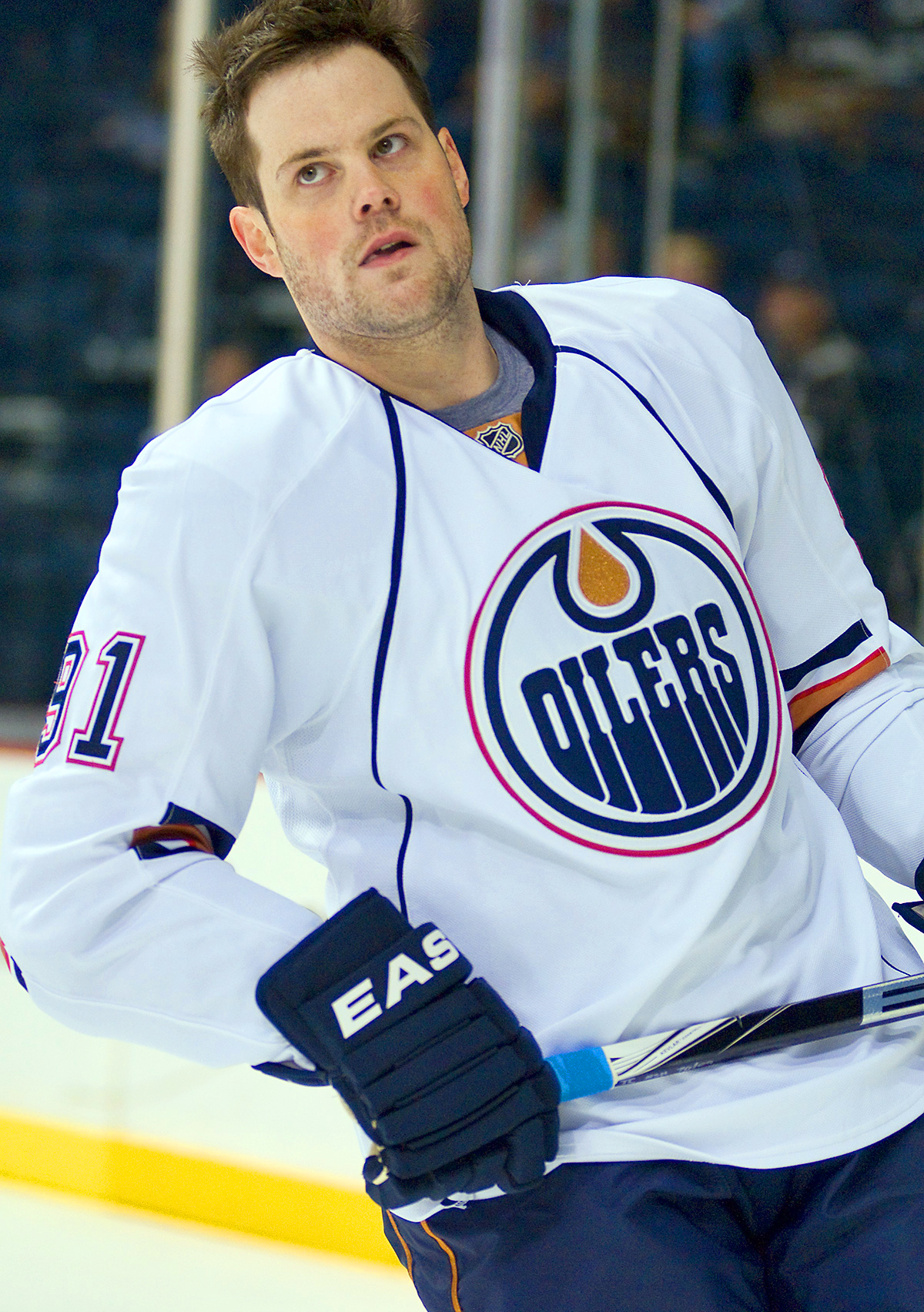
Mike Comrie (* 1980)

- Comroe, Julius H. (1911–1984), US-amerikanischer Physiologe

### Coms
- Comsan Merndee (* 1993), thailändischer Fußballspieler
- Comstock, Ada (1876–1973), US-amerikanische Hochschullehrerin
- Comstock, Anna Botsford (1854–1930), US-amerikanische Naturwissenschaftlerin und Illustratorin
- Comstock, Anthony (1844–1915), amerikanischer Politiker
- Comstock, Barbara (* 1959), US-amerikanische Politikerin
- Comstock, Charles C. (1818–1900), US-amerikanischer Politiker
- Comstock, Daniel Frost (1883–1970), US-amerikanischer Physiker und Ingenieur
- Comstock, Daniel Webster (1840–1917), US-amerikanischer Politiker
- Comstock, George Cary (1855–1934), US-amerikanischer Astronom
- Comstock, George W. (1915–2007), US-amerikanischer Mediziner
- Comstock, John Henry (1849–1931), US-amerikanischer Entomologe, Gründer des Department für Entomologie der Cornell University
- Comstock, Oliver C. (1780–1860), US-amerikanischer Arzt, Jurist, Politiker und Geistlicher
- Comstock, Solomon (1842–1933), US-amerikanischer Politiker
- Comstock, William (1877–1949), US-amerikanischer Politiker, Gouverneur von Michigan

### Comt
- Comte, Alfred (1895–1965), Schweizer Flugpionier und Flugzeugbauer
- Comte, Auguste (1798–1857), französischer Mathematiker, Philosoph und Religionskritiker, Begründer der SoziologieAuguste Comte (1798–1857)

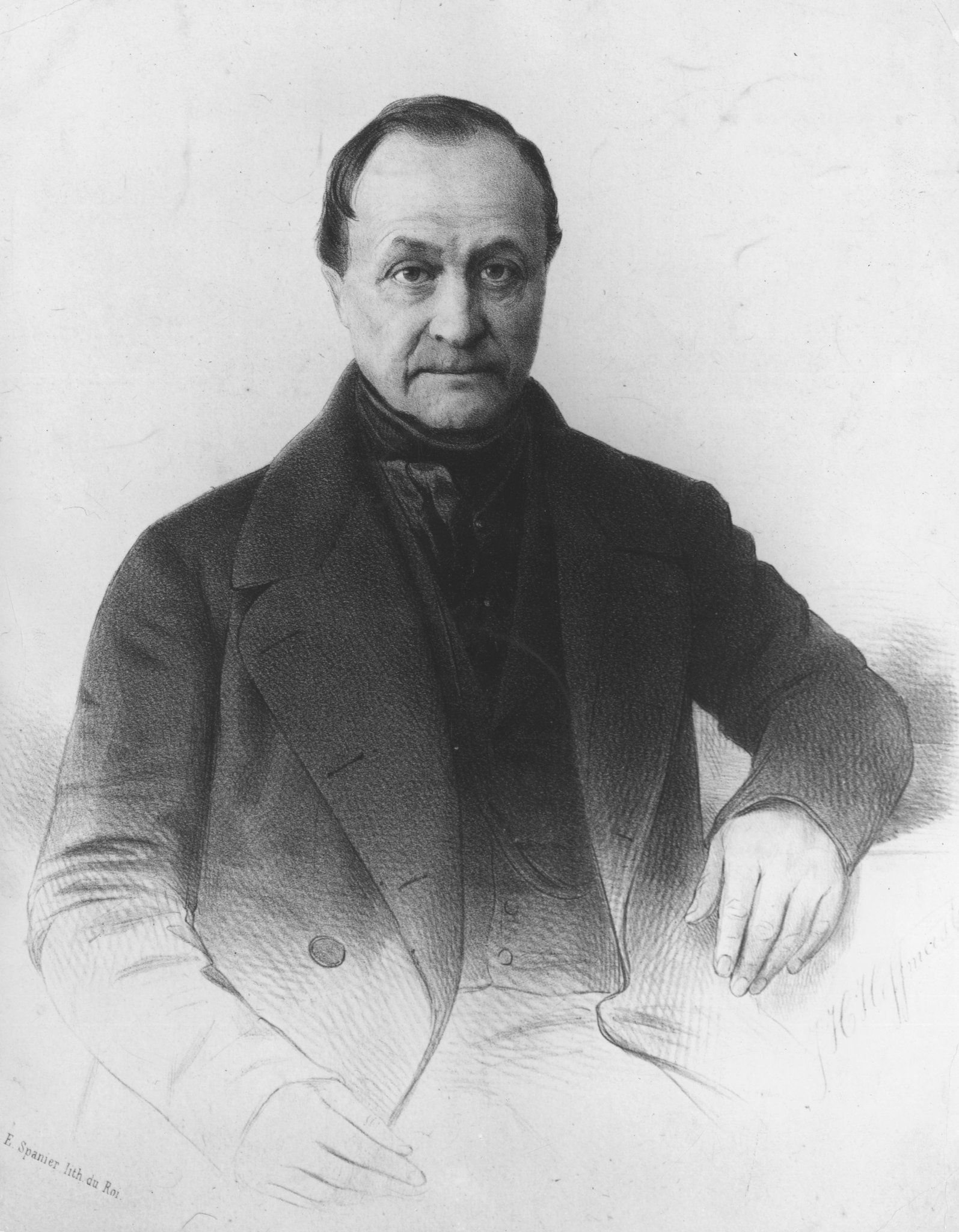
Auguste Comte (1798–1857)

- Comte, Charles (1856–1915), französischer Romanist
- Comte, Claudia (* 1983), Schweizer bildende Künstlerin
- Comte, Coralie (* 1995), französische Hürdenläuferin
- Comte, Jeremy (* 1990), kanadischer Filmregisseur
- Comte, Louis (1870–1959), Schweizer Mediziner, Forensiker und Professor für Rechtsmedizin
- Comte, Magali (* 1967), Schweizer Bogenschützin
- Comte, Michel (* 1954), Schweizer FotografMichel Comte (* 1954)

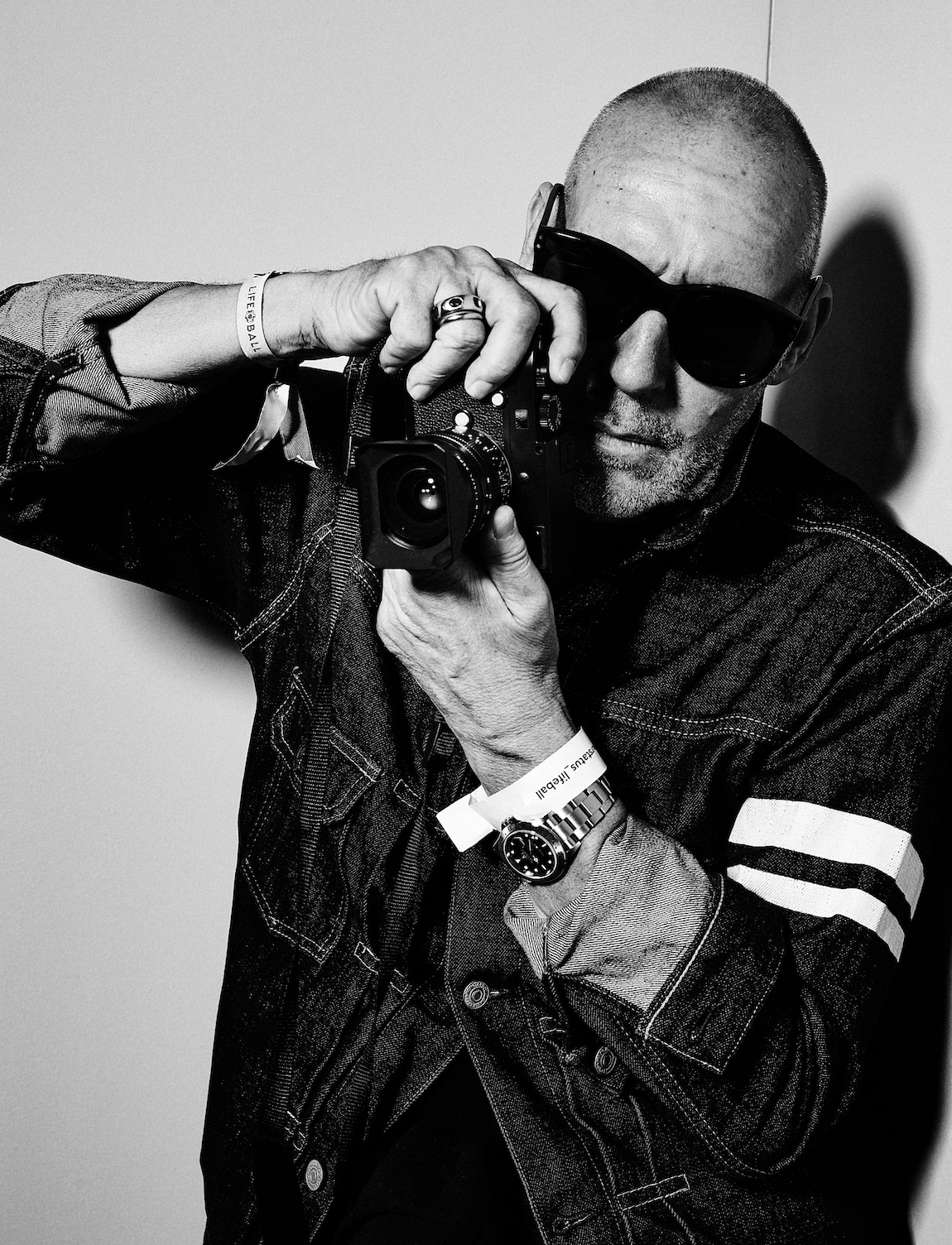
Michel Comte (* 1954)

- Comte, Pierre Charles (1823–1895), französischer Maler
- Comte, Raphaël (* 1979), Schweizer Politiker (FDP)
- Comte-Sponville, André (* 1952), französischer Philosoph
- Comtesse de Kermel (1874–1955), französische Tennisspielerin
- Comteße, Isabelle (* 1982), deutsche Basketballspielerin
- Comtesse, Michael, deutscher Drehbuchautor und Regisseur
- Comtesse, Robert (1847–1922), Schweizer Politiker
- Comtino, Mordechai, Talmudist und Mathematiker
- Comtois, Max (* 1999), kanadischer Eishockeyspieler
- Comtois, Paul (1895–1966), kanadischer Agronom und Politiker, Vizegouverneur von Québec

### Comu
- Comuzzo, Pietro (* 2005), italienischer Fußballspieler

### Comv
- Comvalius, Sylvano (* 1987), niederländischer Fußballspieler

### Comy
- Comyn, Agnes, schottische Adlige und Verschwörerin
- Comyn, Alexander, schottischer Adliger
- Comyn, Alicia, 8. Countess of Buchan, schottische Adelige
- Comyn, Elizabeth († 1372), englische Adlige
- Comyn, Hugh (1876–1937), englischer Badminton- und Tennisspieler
- Comyn, John († 1314), schottischer Adliger
- Comyn, John, Earl of Angus († 1242), schottischer Adeliger
- Comyn, John, Lord of Badenoch (Adliger, † um 1277), schottischer Magnat
- Comyn, John, Lord of Badenoch (Adliger, † um 1302), schottischer Magnat
- Comyn, John, Lord of Badenoch († 1306), schottischer Magnat
- Comyn, Richard († 1178), anglonormannischer Adliger
- Comyn, Walter, Earl of Menteith († 1258), schottischer Magnat
- Comyn, William, schottischer Geistlicher
- Comyn, William, Earl of Buchan († 1233), schottischer Adeliger, Earl of Buchan